# Bladowo-Wybudowanie
Bladowo-Wybudowanie (do 2008 Wybudowanie Bladowskie) – wieś w Polsce, w województwie kujawsko-pomorskim, w powiecie tucholskim, w gminie Tuchola, na Pojezierzu Krajeńskim. Wchodzi w skład sołectwa Bladowo.
Do 2023 miejscowość była przysiółkiem wsi Bladowo.
W latach 1975–1998 przysiółek administracyjnie należał do województwa bydgoskiego.
Do 2007 nosił nazwę Wybudowanie Bladowskie.